# 中央广播电视总台春节联欢晚会
中央广播电视总台春节联欢晚会（英語：CMG Spring Festival Gala），原称中国中央电视台春节联欢晚会，簡稱央视春晚或总台春晚，是中央广播电视总台为庆祝农历新年而于每年农历除夕晚间举办的电视综合晚会，也是中華人民共和國內关注度最高的电视节目之一。央视春晚由1983年始正式公開舉辦，起初采用茶话会形式，1993年改为“盛典式”，主要以艺术形式进行政治宣传，宣扬对过去一年中国共产党和中華人民共和國政府的伟大成就。2014年，央视春晚由央视“台长工程”升格为“国家项目”，规格定为中国国内文艺晚会最高级，地位与奥运会开幕式等同。
2012年，节目获金氏世界紀錄認證為世界上收视率最高的电视节目。
中国中央电视台、中央人民广播电台、中国国际广播电台和中国大陆绝大部分地方电视台均会实况转播该晚会。

## 历史
在中國大陸，广义上的春节晚会历史可以追溯到1956年的电影《春节大联欢》，该片由中央新闻纪录电影制片厂制作，以纪录片形式拍摄，邀请各界著名人士参与，為中國大陸有影像记录的第一场春节晚会。1960年北京电视台（中央电视台前身）再首次舉辦第一個春節聯歡晚會，也是首次在演播室演播的第一個綜藝晚會。
在1961年至1962年的文藝政策鬆動之時，北京電視臺共舉辦了三屆「笑的晚會」：
- 第一次晚會全部節目為相聲；
- 1962年1月20日舉行第二次晚会，節目除相聲為主，還有話劇片段、獨角戲、洋相和笑話等戲劇節目。其是中國大陸首次电视直播的春节晚会，起用主持人，演播時首次採用茶座式方式，在現場的演員們分散圍坐，兼為現場觀眾及表演者，改变了以舞台为中心的传统形式，并首次把小品表演搬上荧幕，被视为日后春节联欢晚会的雏形[8]；
- 第三次著重表演，節目編排以小品表演做主而減少說唱。

最後一次笑的晚會所編排的諸多小品獲得不少觀賞效果，但被當時一些觀賞評論抨擊「諷刺現實」或「為笑而笑」、「向小市民趣味討好」。三輪晚會結果遭受內部批評，從此亦銷聲匿跡，未能脫逃文革之厄運。
1978年中央电视台（當時仍稱為北京電視臺）恢復春節聯歡晚會，但當時並未引起廣泛關注；1979年電視臺在春节期间录影播出《迎新春文艺晚会》，引起一定反響。1983年，中央电视台在除夕夜以现场直播形式举行春节晚会，并定名为“春节联欢晚会”，此后作为惯例延续下来。1986年起，广电部禁止各地方台在除夕制播同类的晚会节目，央视春晚成为全国唯一能在除夕播出的电视春节晚会，同年起，中国国际广播电台开始多语言转播央视春晚。
1993年，央视春晚进行重大改革，由原来的茶话会形式改为“盛典式”，加强政治功能，“针对过去一年党和政府的伟大成就，用艺术的形式进行宣传”，并开始实行导演竞标制。每年春晚的籌備成为央視文藝節目部門的首要任務，晚會筹备期長達3-9個月不等。
2012年4月，春晚獲得金氏世界紀錄證書，認證為世界上觀眾人數最多的國內節目。
2014年，央视春晚由央视“台长工程”升格为“国家项目”，规格定位为中国国内文艺晚会最高级。
2019年，随中央广播电视总台于2018年3月正式组建成立，晚会正式名称改为《中央广播电视总台春节联欢晚会》。

## 制作

### 演出場地
| 年份            | 地点                                        | 分佈圖 |
| --------------- | ------------------------------------------- | --- |
| 主会场          | 主会场                                      | 1983-19881996, 20171996, 2016, 20242002, 201920162016, 20262016201720182018, 2020202020182019202020252024class=notpageimage\| 历届央视春晚主会场及分会场分布 |
| 1983-1984、1986 | 北京广播大院（现国家广播电视总局）演播厅    | 1983-19881996, 20171996, 2016, 20242002, 201920162016, 20262016201720182018, 2020202020182019202020252024class=notpageimage\| 历届央视春晚主会场及分会场分布 |
| 1985            | 北京工人体育馆                              | 1983-19881996, 20171996, 2016, 20242002, 201920162016, 20262016201720182018, 2020202020182019202020252024class=notpageimage\| 历届央视春晚主会场及分会场分布 |
| 1987-1997       | 中央电视台总部大楼演播厅                    | 1983-19881996, 20171996, 2016, 20242002, 201920162016, 20262016201720182018, 2020202020182019202020252024class=notpageimage\| 历届央视春晚主会场及分会场分布 |
| 1998-？         | 中央电视台总部大楼一号演播大厅              | 1983-19881996, 20171996, 2016, 20242002, 201920162016, 20262016201720182018, 2020202020182019202020252024class=notpageimage\| 历届央视春晚主会场及分会场分布 |
| ?-              | 中央广播电视总台超高清示范园“央视界”        | 1983-19881996, 20171996, 2016, 20242002, 201920162016, 20262016201720182018, 2020202020182019202020252024class=notpageimage\| 历届央视春晚主会场及分会场分布 |
| 分会场          |                                             | 1983-19881996, 20171996, 2016, 20242002, 201920162016, 20262016201720182018, 2020202020182019202020252024class=notpageimage\| 历届央视春晚主会场及分会场分布 |
| 1988            | 广东广州 黑龙江哈尔滨 四川成都              | 1983-19881996, 20171996, 2016, 20242002, 201920162016, 20262016201720182018, 2020202020182019202020252024class=notpageimage\| 历届央视春晚主会场及分会场分布 |
| 1989            | 中国剧院                                    | 1983-19881996, 20171996, 2016, 20242002, 201920162016, 20262016201720182018, 2020202020182019202020252024class=notpageimage\| 历届央视春晚主会场及分会场分布 |
| 1996            | 上海 陕西西安                               | 1983-19881996, 20171996, 2016, 20242002, 201920162016, 20262016201720182018, 2020202020182019202020252024class=notpageimage\| 历届央视春晚主会场及分会场分布 |
| 2002            | 广东深圳                                    | 1983-19881996, 20171996, 2016, 20242002, 201920162016, 20262016201720182018, 2020202020182019202020252024class=notpageimage\| 历届央视春晚主会场及分会场分布 |
| 2015            | 中央电视台总部大楼九号演播厅                | 1983-19881996, 20171996, 2016, 20242002, 201920162016, 20262016201720182018, 2020202020182019202020252024class=notpageimage\| 历届央视春晚主会场及分会场分布 |
| 2016            | 福建泉州 陕西西安 广东广州 内蒙古呼伦贝尔   | 1983-19881996, 20171996, 2016, 20242002, 201920162016, 20262016201720182018, 2020202020182019202020252024class=notpageimage\| 历届央视春晚主会场及分会场分布 |
| 2017            | 上海 广西桂林 黑龙江哈尔滨 四川凉山         | 1983-19881996, 20171996, 2016, 20242002, 201920162016, 20262016201720182018, 2020202020182019202020252024class=notpageimage\| 历届央视春晚主会场及分会场分布 |
| 2018            | 贵州黔东南 广东珠海 山东泰安 曲阜 海南三亚  | 1983-19881996, 20171996, 2016, 20242002, 201920162016, 20262016201720182018, 2020202020182019202020252024class=notpageimage\| 历届央视春晚主会场及分会场分布 |
| 2019            | 吉林长春 江西井冈山 广东深圳                | 1983-19881996, 20171996, 2016, 20242002, 201920162016, 20262016201720182018, 2020202020182019202020252024class=notpageimage\| 历届央视春晚主会场及分会场分布 |
| 2020            | 粤港澳大湾区（港珠澳大桥白海豚岛） 河南郑州 | 1983-19881996, 20171996, 2016, 20242002, 201920162016, 20262016201720182018, 2020202020182019202020252024class=notpageimage\| 历届央视春晚主会场及分会场分布 |
| 2024            | 辽宁沈阳 湖南长沙 新疆喀什 陕西西安         | 1983-19881996, 20171996, 2016, 20242002, 201920162016, 20262016201720182018, 2020202020182019202020252024class=notpageimage\| 历届央视春晚主会场及分会场分布 |
| 2025            | 江苏无锡 重庆 西藏拉萨 湖北武汉             | 1983-19881996, 20171996, 2016, 20242002, 201920162016, 20262016201720182018, 2020202020182019202020252024class=notpageimage\| 历届央视春晚主会场及分会场分布 |
| 2026            | 云南大理 浙江宁波 山西平遥 广东广州         | 1983-19881996, 20171996, 2016, 20242002, 201920162016, 20262016201720182018, 2020202020182019202020252024class=notpageimage\| 历届央视春晚主会场及分会场分布 |

1983年、1984年春晚的演出場地位於北京南禮士路的廣播大院演播廳，面積不到600平方米，由於場地過於狹窄，無法上演大型節目，1985年春晚大膽嘗試將主會場設於北京工人體育館，但由於設備及調度原因使直播效果欠佳，1986年春晚又搬回至廣播大院演播廳舉行。1987年隨著中央電視台遷址，春晚場地亦改至中央电视台彩色电视中心內的1000平米演播大廳，1997年，央視將其總部內一塊圓形的綠化用地改建為地下演播大廳，屋頂呈半球型網架設計，使用面积为1600平方米，高度达30米，直徑約50米，可容納近千名觀眾，其後被命名為中央电视台彩色电视中心一号演播厅，于1998年春晚正式啟用后成為現時央視春晚的專用演播廳。
1988年的春晚開始引入“分會場”的概念，在直播中穿插廣東、四川、黑龍江三個分會場事先錄製的節目和現場畫面。1989年的春晚在中國劇院設置分會場，穿插在主舞台節目的表演中。1996年的春晚設置了上海、西安兩個分會場，首次實現了主會場和分會場實況直播，晚會中多個節目均由各會場連動共演，成為中國電視史上多会场跨地域晚會直播的一個里程碑。2002年的春晚在深圳世界之窗設置分會場，第二次进行异地直播，同时也是首次在室外进行直播。2015的春晚将语言类节目与歌舞类节目分离，语言类节目单独在九号演播厅表演，在提升转播效果的同时，也节约了搬运道具的时间。2016年，春晚时隔多年后重新启用分會場，並依照“東西南北拜大年”的原則選取四地作為分會場。由於春晚直播時長限制，每個分會場只能截取其中幾個最具特色的節目在除夕當晚播出，完整版演出會以“春節聯歡晚會分會場節目展播”形式於春節期間在央視綜合頻道、綜藝頻道播出。2017年至2019年的春晚均沿襲了此一設定。2020年春晚，僅在粤港澳大湾区（港珠澳大桥白海豚岛）及河南郑州設分會場，因受新型冠狀病毒疫情影響為預先錄製形式。2021年至2023年间，受新型冠状病毒疫情及“乙类乙管”防控政策转段影响，春晚不设立分会场，直到2024年恢复“1+4”模式。

### 总导演及主持
央视春晚在开办初期，聘用的主持人多以明星为主。现时，央视春晚基本上由央视主持人主持。从数量上来看，1990年的春晚，只有赵忠祥一名主持，为历年最少；而2000年的春晚则邀请了20名主持人，为历年之最。朱军为主持春晚次数最多的主持人（1997年至2017年，共21届）。
| 屆次   | 年份   | 名稱                               | 总导演                               | 主持人及分會場主持人 | 备注 |
| ------ | ------ | ---------------------------------- | ------------------------------------ | --- | ---- |
| 第1屆  | 1983年 | 1983年中国中央电视台春节联欢晚会   | 黄一鹤、邓在军                       | 马季、姜昆、王景愚、刘晓庆 |      |
| 第2屆  | 1984年 | 1984年中国中央电视台春节联欢晚会   | 黄一鹤、张淑芬                       | 赵忠祥、卢静、马季、姜昆、姜黎黎、陈思思、黄阿原 |      |
| 第3屆  | 1985年 | 1985年中国中央电视台春节联欢晚会   | 黄一鹤                               | 马季、姜昆、张瑜、朱宛宜、斑斑 |      |
| 第4屆  | 1986年 | 1986年中国中央电视台春节联欢晚会   | 黄一鹤                               | 赵忠祥、王刚、姜昆、刘晓庆、顾永菲、方舒（英语主持人） |      |
| 第5屆  | 1987年 | 1987年中国中央电视台春节联欢晚会   | 邓在军                               | 李默然、王刚、姜昆、李小玢 |      |
| 第6屆  | 1988年 | 1988年中国中央电视台春节联欢晚会   | 邓在军                               | 孙道临、王刚、姜昆、侯耀文、薛飞、卫华 |      |
| 第7屆  | 1989年 | 1989年中国中央电视台春节联欢晚会   | 赵安、张晓海                         | 赵忠祥、李默然、姜昆、阚丽君、李扬、鞠萍、宋世雄 |      |
| 第8屆  | 1990年 | 1990年中国中央电视台春节联欢晚会   | 黄一鹤                               | 赵忠祥 |      |
| 第9屆  | 1991年 | 1991年中国中央电视台春节联欢晚会   | 郎昆、胡淼、杨东升、刘铁民、江则理   | 赵忠祥、倪萍、张宏民、李瑞英、阚丽君、李扬、鞠萍、宋世雄 |      |
| 第10屆 | 1992年 | 1992年中国中央电视台春节联欢晚会   | 赵安                                 | 赵忠祥、倪萍、杨澜 |      |
| 第11屆 | 1993年 | 1993年中国中央电视台春节联欢晚会   | 张子扬                               | 赵忠祥、倪萍、杨澜、梁雁翎、李庆安、张永权 |      |
| 第12屆 | 1994年 | 1994年中国中央电视台春节联欢晚会   | 郎昆                                 | 倪萍、程前 |      |
| 第13屆 | 1995年 | 1995年中国中央电视台春节联欢晚会   | 赵安                                 | 赵忠祥、倪萍、许戈辉 |      |
| 第14屆 | 1996年 | 1996年中国中央电视台春节联欢晚会   | 张晓海                               | 赵忠祥、倪萍（北京）、程前、袁鸣（上海）、张晓、周涛（西安） |      |
| 第15屆 | 1997年 | 1997年中国中央电视台春节联欢晚会   | 袁德旺                               | 赵忠祥、倪萍、程前、周涛、朱军、亚宁 |      |
| 第16屆 | 1998年 | 1998年中国中央电视台春节联欢晚会   | 孟欣                                 | 赵忠祥、倪萍、周涛、朱军、亚宁、王雪纯 |      |
| 第17屆 | 1999年 | 1999年中国中央电视台春节联欢晚会   | 刘铁民、朱彤、黄海涛、陈雨露、周晓冬 | 赵忠祥、倪萍、周涛、朱军、曾志伟、沈殿霞 |      |
| 第18屆 | 2000年 | 2000年中国中央电视台春节联欢晚会   | 赵安、张晓海                         | 赵忠祥、倪萍、周涛、朱军、赵薇、温兆伦、王思懿、濮存昕、牛群、冯巩、杨澜、姜昆、白岩松、文清、赵子琪、曹颖、李小萌、崔永元、文兴宇、鞠萍 |      |
| 第19屆 | 2001年 | 2001年中国中央电视台春节联欢晚会   | 王冼平                               | 周涛、朱军、张政、曹颖 |      |
| 第20屆 | 2002年 | 2002年中国中央电视台春节联欢晚会   | 陈雨露                               | 倪萍、周涛、朱军、李咏、文清、王小丫 深圳分会场主持：张政、曹颖 |      |
| 第21屆 | 2003年 | 2003年中国中央电视台春节联欢晚会   | 金越                                 | 倪萍、周涛、朱军、李咏、文清、张政 |      |
| 第22屆 | 2004年 | 2004年中国中央电视台春节联欢晚会   | 袁德旺                               | 倪萍、周涛、朱军、李咏、文清、赵保乐 |      |
| 第23屆 | 2005年 | 2005年中国中央电视台春节联欢晚会   | 郎昆                                 | 周涛、朱军、李咏、文清、董卿、张泽群 |      |
| 第24屆 | 2006年 | 2006年中国中央电视台春节联欢晚会   | 郎昆                                 | 周涛、朱军、李咏、董卿、张泽群、刘芳菲 |      |
| 第25屆 | 2007年 | 2007年中国中央电视台春节联欢晚会   | 金越                                 | 周涛、朱军、李咏、董卿、张泽群、刘芳菲 |      |
| 第26屆 | 2008年 | 2008年中国中央电视台春节联欢晚会   | 张晓海、陈临春                       | 周涛、朱军、李咏、董卿、张泽群、刘芳菲、白岩松 |      |
| 第27屆 | 2009年 | 2009年中国中央电视台春节联欢晚会   | 郎昆                                 | 周涛、朱军、董卿、张泽群、白岩松、朱迅 |      |
| 第28屆 | 2010年 | 2010年中国中央电视台春节联欢晚会   | 金越                                 | 周涛、朱军、董卿、张泽群、欧阳夏丹、任鲁豫 |      |
| 第29屆 | 2011年 | 2011年中国中央电视台春节联欢晚会   | 陈临春                               | 周涛、朱军、李咏、董卿、张泽群、朱迅 |      |
| 第30屆 | 2012年 | 2012年中国中央电视台春节联欢晚会   | 哈文                                 | 朱军、李咏、董卿、毕福剑、撒贝宁、李思思 |      |
| 第31屆 | 2013年 | 2013年中国中央电视台春节联欢晚会   | 哈文                                 | 朱军、李咏、董卿、毕福剑、撒贝宁、李思思 |      |
| 第32屆 | 2014年 | 2014年中国中央电视台春节联欢晚会   | 冯小刚                               | 张国立、朱军、董卿、毕福剑、李思思 |      |
| 第33屆 | 2015年 | 2015年中国中央电视台春节联欢晚会   | 哈文                                 | 朱军、董卿、朱迅、毕福剑、撒贝宁、李思思、康辉、尼格买提 朱军、董卿、康辉、撒贝宁、李思思于一号演播大厅担任歌舞类节目主持 毕福剑、朱迅、尼格买提于二号演播大厅担任语言类节目主持 |      |
| 第34屆 | 2016年 | 2016年中国中央电视台春节联欢晚会   | 吕逸涛                               | 周涛、朱军、董卿、撒贝宁、李思思、尼格买提 泉州分会场主持：李佳明、赵琳硕（泉州广播电视台） 西安分会场主持：朱迅、徐杰（陕西广播电视台 广州分会场主持：任鲁豫、邓璐（广东广播电视台） 呼伦贝尔分会场主持：马跃、欧仁图雅（内蒙古广播电视台）                                                                                      |      |
| 第35屆 | 2017年 | 2017年中国中央电视台春节联欢晚会   | 杨东升                               | 朱军、董卿、朱迅、康辉、尼格买提 上海分会场主持：孟盛楠、曹可凡（上海广播电视台） 凉山分会场主持：杨帆、阿侯尔里（四川凉山彝族自治州歌舞团） 桂林分会场主持：张蕾、高枫（广西广播电视台） 哈尔滨分会场主持：管彤、周巍（黑龙江广播电视台）                                                                                        |      |
| 第36屆 | 2018年 | 2018年中国中央电视台春节联欢晚会   | 杨东升                               | 朱迅、任鲁豫、李思思、康辉、尼格买提 黔东南分会场主持：马跃、窦爱莉（贵州广播电视台） 珠海分会场主持：杨帆、桂嘉晨（珠海广播电视台） 山东分会场主持：李佳明、李毅（山东广播电视台） 三亚分会场主持：张泽群、王丝（海南广播电视总台）                                                                                              |      |
| 第37屆 | 2019年 | 2019年中央广播电视总台春节联欢晚会 | 刘真                                 | 朱迅、任鲁豫、李思思、康辉、尼格买提 长春分会场主持：张泽群、杨帆（吉林广播电视台） 井冈山分会场主持：张宇、尹颂（江西广播电视台） 深圳分会场主持：杨帆、庞玮（深圳广播电影电视集团） |      |
| 第38屆 | 2020年 | 2020年中央广播电视总台春节联欢晚会 | 杨东升                               | 佟丽娅、任鲁豫、尼格买提、尹颂、张舒越 粤港澳大湾区分会场主持：陈星、胡杏儿（香港）、刘中志（澳门澳亚卫视）、许鲁南（珠海广播电视台） 郑州分会场主持：张泽群、马跃、庞晓戈（河南广播电视台）、米娜（郑州电视台） |      |
| 第39屆 | 2021年 | 2021年中央广播电视总台春节联欢晚会 | 陈临春                               | 任鲁豫、李思思、尼格买提、龙洋、张韬 |      |
| 第40屆 | 2022年 | 2022年中央广播电视总台春节联欢晚会 | 刘真                                 | 撒贝宁、任鲁豫、李思思、尼格买提、马凡舒 |      |
| 第41屆 | 2023年 | 2023年中央广播电视总台春节联欢晚会 | 于蕾                                 | 撒贝宁、任鲁豫、尼格买提、龙洋、马凡舒、王嘉宁 |      |
| 第42屆 | 2024年 | 2024年中央广播电视总台春节联欢晚会 | 于蕾                                 | 撒贝宁、任鲁豫、尼格买提、龙洋、马凡舒 湖南长沙分会场主持人：张舒越、何炅 （湖南广播电视台） 辽宁沈阳分会场主持人：杨帆、刘心悦（辽宁广播电视台） 陕西西安分会场主持人：郭若天、吕默（西安广播电视台） 新疆喀什分会场主持人：张韬、迪丽达尔·雪合热提（新疆广播电视台） 幕主持：谢娜、王冰冰、朱广权、佘诗曼、杨迪、孙雨朦、孙雨彤 |      |
| 第43屆 | 2025年 | 2025年中央广播电视总台春节联欢晚会 | 于蕾                                 | 撒贝宁、任鲁豫、尼格买提、龙洋、马凡舒 江苏无锡分会场主持人：王音棋、李好 （江苏省广播电视总台） 重庆分会场主持人：张韬、何苗苗（重庆广播电视总台） 湖北武汉分会场主持人：杨帆、陈超（湖北广播电视台） 西藏拉萨分会场主持人：朱迅、斯塔罗布（拉萨市融媒体中心）                                                                   |      |
| 第44屆 | 2026年 | 2026年中央广播电视总台春节联欢晚会 | 于蕾                                 | |      |

### 节目类型
经过数十年的发展，春节联欢晚会已经有着特有的节目流程和固定模式，從純粹的綜藝晚會上升為承載國家敘事及意識形態話語的重要載體。整台晚会持续四个半小时以上，节目安排在四十个左右，以语言类节目为主、歌舞类节目为辅，穿插魔术表演、杂技表演、武术表演、儿童舞蹈表演、体育舞蹈表演、少数民族歌舞、地方戏曲选段联唱等环节，通常以《春节序曲》作开场曲，《难忘今宵》作为晚会结束曲。随着制播技术的升级，近年央视春晚逐渐改以短片形式作开场。节目类型方面，相声、小品是春节联欢晚会的主要内容，一般以生活趣事、社会现象、弘扬正能量、宣传国家最新政策为题材，歌舞类节目则以舞美场面宏大为特色。各类节目需经过导演组由节目导向、效果方面进行的多轮审查，才能进入“带妆带观众大联排”阶段。“大联排”一般在晚会直播前进行四至六轮，在直播前两天进行的最后一次“大联排”基本确定节目最终内容，并按正式流程录制备播版本。

### 参演人员
春晚对一般演员的酬劳是象征性质的，由人民币一千元至数千元不等。目前已知价码最高的明星王菲劳务费也不过5000元。由于春晚的高关注度，许多原本知名度不高的演艺人通过这个舞台一举成名，成为当时炙手可热的明星，如张明敏、陈佩斯、朱时茂、董文华、费翔、毛阿敏、宋祖英、毛宁、赵本山、宋丹丹、刘谦、小沈阳等。
| 名次 | 演员/歌手 | 次数                                                                     |
| ---- | --------- | ------------------------------------------------------------------------ |
| 1    | 冯巩      | 33（1986-2018）                                                          |
| 2    | 蔡明      | 28（1991、1993-2019）                                                    |
| 3    | 张也      | 27（1987、1989、1994-2003、2006-2012、2015-2022）                        |
| 4    | 黄宏      | 24（1989-2012）                                                          |
| 4    | 宋祖英    | 24（1990-2013）                                                          |
| 6    | 郭冬临    | 23（1993、1995-2008、2010、2012-2016、2019、2022）                       |
| 6    | 孟广禄    | 23（1988、1995、1997-2005、2009-2011、2016-2021、2023-2025）             |
| 8    | 蔡国庆    | 22（1991、1993-1996、1998-2001、2003、2005-2012、2014、2016、2020-2021） |
| 8    | 姜昆      | 22（1983-1993、1996-1997、1999-2002、2009-2011、2017、2022）             |
| 10   | 赵本山    | 21（1990-1993、1995-2011）                                               |
| 10   | 吕继宏    | 21（1991、1996-1997、1999-2012、2017-2020、2022）                        |
| 12   | 李谷一    | 20（1983-1984、1990、1992、1996、1998、2000、2010-2022）                 |
| 12   | 郭达      | 20（1987-1988、1993-2010）                                               |
| 12   | 彭丽媛    | 20（1986-1989、1991-1993、1995-2007）                                    |

### 商業运作
春晚首次出現商業廣告是在1984年中国中央电视台春节联欢晚会零点报时时段，電視屏幕右上角時鐘圖案出現了山東鐘錶企業康巴絲的商標，自此开始了春晚的商业化征程。1985年春晚，为引入社会资金，央视连同中国工商银行发售与彩票性质类似的“春节联欢晚会赞助纪念券”，并在晚会中直接加插商业广告，受到观众批评，自此春晚不再单独设置商业广告时段。由于春晚的性质及高关注度，春晚上的广告植入便成为国内各商家的“兵家必争之地”。多次参与春晚创作的电视导演甲丁曾透露“仅《新闻联播》后到春晚开始前这一时段的广告，就能够养活一个小地方台一年”。春晚的广告也由单纯的字幕贴片发展为主持人口播、春晚贺电、屏幕下方提示字幕、节目软性广吿植入、多屏互动等各种形式。从2003年开始，央视将春晚收益最高的“冠名权”和“整点报时”广告以招投标形式出售。由于2010年中国中央电视台春节联欢晚会上的植入广告引发争议，2011年央视春晚曾取消节目软性广吿植入。随着新媒体发展，2015年起，央视与国内互联网公司合作进行“春晚红包”互动环节，腾讯、阿里巴巴、百度等企业先后成为春晚独家互动合作伙伴。
近年来，央视春晚与国内互联网公司合作进行“春晚红包”互动环节。在2015年的春晚中，腾讯首次与春晚合作，观众可使用微信“摇一摇”功能瓜分价值5亿人民币的微信现金红包；2016年的春晚，阿里巴巴获得春晚独家合作权，以手机支付宝“咻一咻”及“集五福”形式送出8亿红包。但在2017年，前一年极富争议的红包活动从春晚上暂时消失，2018年，阿里巴巴再次夺得独家合作权，观众可使用手机淘宝与春晚跨屏互动，同时瓜分总值6亿红包。2019年，百度成为央视春晚独家红包互动合作伙伴，观众可在直播期间通过百度客户端参与瓜分9亿红包。2020年，快手短视频成为央视春晚独家互动合作伙伴，观众可在直播期间通过快手APP参与瓜分10亿红包。2021年，抖音成为央视春晚独家互动合作伙伴，观众可在直播期间通过抖音APP参与瓜分12亿红包。2022年，京东成为央视春晚独家互动合作伙伴，互动活动从1月24日持续到2月15日，观众可共瓜分15亿红包和物品。2023年，五粮液成为央视春晚独家互动合作伙伴，互动方式为通过央视频分四轮抽取总价值上亿的五粮液产品。
| 年份                         | 赞助商                           | 標語口號 |
| 开头报时                     | 开头报时                         | 开头报时 |
| ---------------------------- | -------------------------------- | --- |
| 1989年-1993年                | 山东济南时钟厂（康巴絲）         | |
| 1994年                       | 广东深圳太太保健食品             | （表盘显示：深圳太太保健食品有限公司向全国人民问好）                                                                |
| 1995年                       | 贵州遵义长寿长乐集团             | （表盘显示：贵州长寿长乐集团祝全国人民长寿长乐）                                                                    |
| 1996年                       | 山东曲阜孔府家酒                 | （表盘显示：孔府家酒集团向全国人民拜年）                                                                            |
| 1997年                       | 四川射洪沱牌曲酒                 | （表盘显示：四川沱牌曲酒股份有限公司向全国人民拜年!）                                                               |
| 1998年                       | 四川射洪沱牌曲酒                 | （表盘显示：四川沱牌曲酒股份有限公司祝全国人民新春愉快）                                                            |
| 1999年                       | 广东东莞步步高电子               | （表盘显示：步步高电器祝全国人民新年步步高）                                                                        |
| 2000年                       | 黑龙江哈尔滨制药六厂盖中盖       | 盖中盖 哈尔滨制药六厂祝全国人民身体健康，阖家欢乐，事事如意（表盘显示：盖中盖哈尔滨制药六厂）                       |
| 2001年                       | 福建厦门厦华电子集团             | 更新，更高，更强 厦华电子集团向全国人民拜年                                                                         |
| 2002年                       | 内蒙古呼和浩特蒙牛乳业           | 内蒙古蒙牛乳业向全国人民报时（表盘显示：蒙牛乳业中国驰名商标）                                                      |
| 2003年                       | 内蒙古呼和浩特蒙牛乳业           | 内蒙古蒙牛乳业为全国人民报时（表盘显示：蒙牛乳业中国驰名商标）                                                      |
| 2004年                       | 北京长城润滑油                   | 中国石化向全国人民拜年（表盘显示：长城润滑油）                                                                      |
| 2005年                       | 东京日本電氣NEC                  | NEC通讯为您报时（表盘显示：NEC手机 知心你我）                                                                       |
| 2006年                       | 广东佛山美的集团                 | 新春同乐，美的集团向全国人民报时（表盘显示：美的集团新春拜年）                                                      |
| 2007年                       | 广东佛山美的集团                 | 美的集团为您报时（表盘显示：美的集团恭祝全国人民新春快乐）                                                          |
| 2008年                       | 广东佛山美的集团                 | 美的集团祝全国人民新春快乐!                                                                                         |
| 2009年                       | 广东佛山美的集团                 | 美的集团邀您共赏春节联欢晚会.喜悦美的新一年                                                                         |
| 2010年                       | 广东佛山美的集团                 | 美的集团邀您共赏春节联欢晚会（表盘显示：美的集团邀您共赏春晚）                                                      |
| 2011年                       | 广东佛山美的集团                 | 美的集团邀您共赏2011年春节联欢晚会（表盘显示：美的集团邀您共赏春节联欢晚会）                                        |
| 2012年                       | 江苏宿迁洋河酒厂梦之蓝           | 蓝色经典梦之蓝恭祝全球华人新春快乐（没有表盘）                                                                      |
| 2013年                       | 广东佛山美的集团                 | 美的集团诚邀全球华人一起看春晚                                                                                      |
| 2014年                       | 广东佛山美的集团                 | 原来生活可以更美的，美的集团诚邀全球华人一起看春晚（表盘显示：美的集团诚邀全球华人一起看春晚）                      |
| 2015年                       | 广东佛山美的集团                 | 美的集团诚邀全球华人一起看春晚（表盘显示：美的中华情，家和万事兴，美的集团诚邀全球华人一起看春晚）                  |
| 2016年                       | 广东佛山美的集团                 | 美的集团诚邀全球华人一起看春晚（表盘显示：365天 每一天 都是美的一天，美的集团诚邀全球华人一起看春晚）（数字时间版） |
| 2017年-2018年                | 广东佛山美的集团                 | 美的集团诚邀全球华人一起看春晚                                                                                      |
| 2019年                       | 广东佛山美的集团                 | 2019过更美的年，美的集团诚邀全球华人一起观看春节联欢晚会（表盘显示：美的集团诚邀全球华人一起观看春节联欢晚会）      |
| 2020年-2022年                | 江苏宿迁洋河酒厂梦之蓝           | 美好的时代 值得更好的你 梦之蓝M6+诚邀您一起观看春节联欢晚会                                                         |
| 2023年                       | 江苏宿迁洋河酒厂梦之蓝           | 新年有梦 美满中国 为梦想去创造 梦之蓝诚邀全球华人一起看春晚                                                         |
| 2024年                       | 江苏宿迁洋河酒厂梦之蓝           | 我们的梦 时代的梦 让我们用奋斗成就梦想 洋河·梦之蓝诚邀全球华人一起看春晚                                            |
| 2025年                       | 江苏宿迁洋河酒厂梦之蓝           | 我们的梦 时代的梦 让我们为梦想去创造 洋河·梦之蓝诚邀全球华人一起看春晚                                              |
| 零点报时                     |                                  | |
| 1984年                       | 山东济南时钟厂（康巴絲）         | |
| 1985年                       | 天津时钟厂（海鸥表）             | |
| 1986年-1993年                | 山东济南时钟厂（康巴絲）         | |
| 1987年                       | 山东烟台时钟厂（北极星）         | |
| 1994年                       | 广东深圳中华自行车               | （表盘显示：深圳中华[自行车]集团（股份）有限公司向全国人民拜年）                                                    |
| 1995年                       | 浙江台州圣达集团                 | （表盘显示：浙江圣达集团祝全国人民新春快乐）                                                                        |
| 1996年                       | 山东曲阜孔府家酒                 | （表盘显示：孔府家酒集团向全国人民拜年）                                                                            |
| 1997年                       | 四川射洪沱牌曲酒                 | （表盘显示：四川沱牌曲酒股份有限公司祝全国人民新春愉快）                                                            |
| 1998年                       | 四川射洪沱牌曲酒                 | （表盘显示：四川沱牌曲酒股份有限公司向全国人民拜年!）                                                               |
| 1999年                       | 广东东莞步步高电子               | （表盘显示：步步高电器向全国人民拜年）                                                                              |
| 2000年                       | 黑龙江哈尔滨制药六厂盖中盖       | （表盘显示：盖中盖哈尔滨制药六厂）                                                                                  |
| 2001年                       | 重庆太极集团曲美                 | （表盘显示：曲美太极集团）                                                                                          |
| 2002年                       | 黑龙江哈尔滨哈药集团制药六厂护彤 | （表盘显示：护彤哈药集团制药六厂）                                                                                  |
| 2003年                       | 广东佛山美的集团                 | 美的集团为您报时（表盘显示：美的空调全体员工向全国人民拜年）                                                        |
| 2004年                       | 广东佛山美的集团                 | 美的集团为您报时（表盘显示：美的集团向全国人民拜年）                                                                |
| 2005年                       | 广东佛山美的集团                 | 美的集团向全国人民拜年（表盘显示：美的集团 向全国人民拜年）                                                         |
| 2006年                       | 广东佛山美的集团                 | 新春拜年，美的集团向全球华人拜年（表盘显示：美的集团向全球华人拜年）                                                |
| 2007年                       | 广东佛山美的集团                 | 美的集团向全球华人拜年                                                                                              |
| 2008年                       | 广东佛山美的集团                 | 美的集团向全球华人拜年!                                                                                             |
| 2009年                       | 广东佛山美的集团                 | 美的集团向全球的华人拜年了（表盘显示：美的集团恭祝全球华人新春快乐）                                                |
| 2010年-2011年，2013年-2015年 | 广东佛山美的集团                 | 美的集团向全球华人拜年                                                                                              |
| 2016年                       | 广东佛山美的集团                 | 美的集团向全球华人拜年（表盘显示：365天 每一天 都是美的一天，美的集团向全球华人拜年）                               |
| 2017年-2019年                | 广东佛山美的集团                 | 美的集团向全球华人拜年                                                                                              |
| 2020年-2022年                | 江苏宿迁洋河酒厂梦之蓝           | 梦之蓝M6+恭祝全球华人新春快乐                                                                                       |
| 2023年                       | 江苏宿迁洋河酒厂梦之蓝           | 梦之蓝恭祝全球华人新春快乐，梦想成真                                                                                |
| 2024年                       | 江苏宿迁洋河酒厂梦之蓝           | 洋河·梦之蓝恭祝全球华人新春快乐，龙行好运                                                                           |
| 2025年                       | 江苏宿迁洋河酒厂梦之蓝           | 洋河·梦之蓝恭祝全球华人： 新年行大运，有梦皆成真                                                                    |

| 年份          | 赞助商                    |
| ------------- | ------------------------- |
| 2012年-2014年 | 江苏宿迁洋河酒厂梦之蓝    |
| 2013年        | 北京汇源果汁              |
| 2014年        | 香港加多宝                |
| 2015年        | 湖南长沙韩后              |
| 2015年        | 天津山东昌乐梦金园        |
| 2016年-现在   | 安徽亳州古井贡酒 年份原浆 |
| 2016年        | 广东珠海魅族手机          |
| 2019年        | 上海拼多多购物APP         |
| 2020年-2021年 | 北京猿辅导在线教育        |

| 年份   | 独家互动合作伙伴       | 合作形式                                    |
| ------ | ---------------------- | ------------------------------------------- |
| 2015年 | 腾讯                   | 微信“春节摇红包”活动，发放5亿现金微信红包   |
| 2016年 | 支付宝                 | 手机支付宝“咻一咻”及“集五福”形式送出8亿红包 |
| 2018年 | 手机淘宝               | 春晚跨屏互动，瓜分总值6亿红包               |
| 2019年 | 百度                   | “好运中国年”活动，“摇一摇”分9亿红包         |
| 2020年 | 快手                   | 快手“点赞中国年”活动，发放10亿元现金红包    |
| 2021年 | 抖音                   | 瓜分总值12亿元红包                          |
| 2022年 | 京东                   | 发放总价值达15亿元的红包和实物              |
| 2023年 | 五粮液（通过央视频）   | 发放总价值1亿元的五粮液产品                 |
| 2024年 | 京东、小红书           |                                             |
| 2025年 | 淘宝、小红书、哔哩哔哩 |                                             |

### 制播技术
在镜面形式方面，1983年至2012年春晚为4:3制式，2013年及之后春晚改为16:9制式播出，标清频道在2013年至2015年期间采用信箱模式播出，2016年至今与高清频道采用相同制式播出。从2008年春晚开始出现16:9制式版画面比例，在原CCTV高清频道（现体育赛事频道）播出，但在播出4:3比例的画面时屏幕两侧会有切边。综合频道、综艺频道（2012年）、中文国际频道（1993年）、CCTV大富（1999年）在1993年至2012年为4:3切边播出。2010年开始出现16:9制式版直播和重播版春晚、彩排版16:9制式春晚在其之前开始出现该比例的时候就同时开始出现，之后改为信箱模式，中文国际频道、英语频道2015年起改为16:9制式。
在伴音技术方面，1983年至2012年春晚为单声道制式，这也是当时中国电视普遍所采用的声音制式，2013年及之后春晚改为杜比数字环绕声制式播出，标清频道则采用立体声播出。现今春晚在央视自家频道（CCTV-13除外）的直播和重播均提供杜比数字环绕声信号，但是通过地方电视主频道收看转播的央视春晚则通常只有立体声。
在字幕方面，1984年春晚，央视为个别歌舞类节目配备手写歌词字幕，自1985年春晚起，在直播期间，歌舞类节目启用电脑排版的简体中文字幕（1996年及以前在屏幕底部居中显示，1997年至今改为左对齐显示）；而在晚会重播时（包括歌曲和语言类节目）才会在其下方配上现代标准汉语字幕（字体为央视频道常用的字体），此前重播的晚会所有内容（包括主持人的台词）均有字幕，近年来逐步取消，改为仅在歌曲和语言类节目使用。自2010年起至2023年（2014年除外），春晚歌舞类节目字幕使用毡笔黑字体；2024年，春晚歌舞类节目改为方正体字幕。

## 播出平台
| 播出日期 | 播出时间                                                                                 | 播出频道                                                                                   | 所在地区                                                               | 备注 |
| --- | ---------------------------------------------------------------------------------------- | ------------------------------------------------------------------------------------------ | ---------------------------------------------------------------------- | --- |
| 每年农历除夕夜 | 20:00                                                                                    | 中央电视台综合频道（CCTV-1）（含港澳版，now TV 541、澳广视71、港台电视33、myTV SUPER 606） | 中国大陆 · 香港 · 澳門                                                 | 现场直播。电视荧屏右上角一概不显示报时器，促进与观众全心投入春节气氛，又避免零点新年钟响和电视报时器不吻合。从2011年起，节目改由央视大型节目中心负责制作，央视综艺频道也从以前与央视戏曲频道并机播出春节戏曲晚会改为与央视综合频道并机直播春晚。有关节目前后广告时段和历届播出格式，详见播技术。 |
| 每年农历除夕夜 | 20:00                                                                                    | 中央电视台综艺频道（CCTV-3）                                                               | 中国大陆 · 香港 · 澳門                                                 | 现场直播。电视荧屏右上角一概不显示报时器，促进与观众全心投入春节气氛，又避免零点新年钟响和电视报时器不吻合。从2011年起，节目改由央视大型节目中心负责制作，央视综艺频道也从以前与央视戏曲频道并机播出春节戏曲晚会改为与央视综合频道并机直播春晚。有关节目前后广告时段和历届播出格式，详见播技术。 |
| 每年农历除夕夜 | 20:00                                                                                    | 中央电视台中文国际频道（CCTV-4）                                                           | 中国大陆 · 香港 · 澳門                                                 | 现场直播。电视荧屏右上角一概不显示报时器，促进与观众全心投入春节气氛，又避免零点新年钟响和电视报时器不吻合。从2011年起，节目改由央视大型节目中心负责制作，央视综艺频道也从以前与央视戏曲频道并机播出春节戏曲晚会改为与央视综合频道并机直播春晚。有关节目前后广告时段和历届播出格式，详见播技术。 |
| 每年农历除夕夜 | 20:00                                                                                    | 中央电视台国防军事频道（CCTV-7）                                                           | 中国大陆 · 香港 · 澳門                                                 | 现场直播。电视荧屏右上角一概不显示报时器，促进与观众全心投入春节气氛，又避免零点新年钟响和电视报时器不吻合。从2011年起，节目改由央视大型节目中心负责制作，央视综艺频道也从以前与央视戏曲频道并机播出春节戏曲晚会改为与央视综合频道并机直播春晚。有关节目前后广告时段和历届播出格式，详见播技术。 |
| 每年农历除夕夜 | 20:00                                                                                    | 中央电视台少儿频道（CCTV-14）                                                              | 中国大陆 · 香港 · 澳門                                                 | 现场直播。电视荧屏右上角一概不显示报时器，促进与观众全心投入春节气氛，又避免零点新年钟响和电视报时器不吻合。从2011年起，节目改由央视大型节目中心负责制作，央视综艺频道也从以前与央视戏曲频道并机播出春节戏曲晚会改为与央视综合频道并机直播春晚。有关节目前后广告时段和历届播出格式，详见播技术。 |
| 每年农历除夕夜 | 20:00                                                                                    | 中央电视台音乐频道（CCTV-15）                                                              | 中国大陆 · 香港 · 澳門                                                 | 现场直播。电视荧屏右上角一概不显示报时器，促进与观众全心投入春节气氛，又避免零点新年钟响和电视报时器不吻合。从2011年起，节目改由央视大型节目中心负责制作，央视综艺频道也从以前与央视戏曲频道并机播出春节戏曲晚会改为与央视综合频道并机直播春晚。有关节目前后广告时段和历届播出格式，详见播技术。 |
| 每年农历除夕夜 | 20:00                                                                                    | 中央电视台奥林匹克频道（CCTV-16）                                                          | 中国大陆 · 香港 · 澳門                                                 | 现场直播。电视荧屏右上角一概不显示报时器，促进与观众全心投入春节气氛，又避免零点新年钟响和电视报时器不吻合。从2011年起，节目改由央视大型节目中心负责制作，央视综艺频道也从以前与央视戏曲频道并机播出春节戏曲晚会改为与央视综合频道并机直播春晚。有关节目前后广告时段和历届播出格式，详见播技术。 |
| 每年农历除夕夜 | 20:00                                                                                    | 中央电视台农业农村频道（CCTV-17）                                                          | 中国大陆 · 香港 · 澳門                                                 | 现场直播。电视荧屏右上角一概不显示报时器，促进与观众全心投入春节气氛，又避免零点新年钟响和电视报时器不吻合。从2011年起，节目改由央视大型节目中心负责制作，央视综艺频道也从以前与央视戏曲频道并机播出春节戏曲晚会改为与央视综合频道并机直播春晚。有关节目前后广告时段和历届播出格式，详见播技术。 |
| 每年农历除夕夜 | 20:00                                                                                    | 中央电视台海外娱乐频道（CCTV-娱乐）                                                        | 中国大陆 · 香港 · 澳門                                                 | 现场直播。电视荧屏右上角一概不显示报时器，促进与观众全心投入春节气氛，又避免零点新年钟响和电视报时器不吻合。从2011年起，节目改由央视大型节目中心负责制作，央视综艺频道也从以前与央视戏曲频道并机播出春节戏曲晚会改为与央视综合频道并机直播春晚。有关节目前后广告时段和历届播出格式，详见播技术。 |
| 每年农历除夕夜 | 20:00                                                                                    | 中央广播电视总台4K超高清频道（CCTV-4K）                                                    | 中国大陆 · 香港 · 澳門                                                 | 现场直播。电视荧屏右上角一概不显示报时器，促进与观众全心投入春节气氛，又避免零点新年钟响和电视报时器不吻合。从2011年起，节目改由央视大型节目中心负责制作，央视综艺频道也从以前与央视戏曲频道并机播出春节戏曲晚会改为与央视综合频道并机直播春晚。有关节目前后广告时段和历届播出格式，详见播技术。 |
| 每年农历除夕夜 | 20:00                                                                                    | 中央广播电视总台8K超高清频道（CCTV-8K）                                                    | 中国大陆 · 香港 · 澳門                                                 | 现场直播。电视荧屏右上角一概不显示报时器，促进与观众全心投入春节气氛，又避免零点新年钟响和电视报时器不吻合。从2011年起，节目改由央视大型节目中心负责制作，央视综艺频道也从以前与央视戏曲频道并机播出春节戏曲晚会改为与央视综合频道并机直播春晚。有关节目前后广告时段和历届播出格式，详见播技术。 |
| 每年农历除夕夜 | 20:00                                                                                    | 中央人民广播电台央广中国之声                                                               | 中国大陆                                                               | 同步音频直播。中国交通广播（文艺之声、音乐之声、经典音乐广播）主持会针对视障听众补充对现场画面的介绍。 中国之声2020-2022年的春晚转播以《中国声音中国年（夜间版）》的名义播出。从2023年起，中国之声开始完整转播春晚。2024年开始，中国之声主持人会针对电台听众补充对现场画面的介绍。 |
| 每年农历除夕夜 | 20:00                                                                                    | 中央广播电视总台央广音乐之声                                                               | 中国大陆                                                               | 同步音频直播。中国交通广播（文艺之声、音乐之声、经典音乐广播）主持会针对视障听众补充对现场画面的介绍。 中国之声2020-2022年的春晚转播以《中国声音中国年（夜间版）》的名义播出。从2023年起，中国之声开始完整转播春晚。2024年开始，中国之声主持人会针对电台听众补充对现场画面的介绍。 |
| 每年农历除夕夜 | 20:00                                                                                    | 中央广播电视总台央广经典音乐广播                                                           | 中国大陆                                                               | 同步音频直播。中国交通广播（文艺之声、音乐之声、经典音乐广播）主持会针对视障听众补充对现场画面的介绍。 中国之声2020-2022年的春晚转播以《中国声音中国年（夜间版）》的名义播出。从2023年起，中国之声开始完整转播春晚。2024年开始，中国之声主持人会针对电台听众补充对现场画面的介绍。 |
| 每年农历除夕夜 | 20:00                                                                                    | 中央广播电视总台央广文艺之声                                                               | 中国大陆                                                               | 同步音频直播。中国交通广播（文艺之声、音乐之声、经典音乐广播）主持会针对视障听众补充对现场画面的介绍。 中国之声2020-2022年的春晚转播以《中国声音中国年（夜间版）》的名义播出。从2023年起，中国之声开始完整转播春晚。2024年开始，中国之声主持人会针对电台听众补充对现场画面的介绍。 |
| 每年农历除夕夜 | 20:00                                                                                    | 中央广播电视总台央广中国交通广播                                                           | 中国大陆                                                               | 同步音频直播。中国交通广播（文艺之声、音乐之声、经典音乐广播）主持会针对视障听众补充对现场画面的介绍。 中国之声2020-2022年的春晚转播以《中国声音中国年（夜间版）》的名义播出。从2023年起，中国之声开始完整转播春晚。2024年开始，中国之声主持人会针对电台听众补充对现场画面的介绍。 |
| 每年农历除夕夜 | 20:00                                                                                    | 中央人民广播电台央广粤港澳大湾区之声                                                       | 中国大陆                                                               | 同步音频直播。中国交通广播（文艺之声、音乐之声、经典音乐广播）主持会针对视障听众补充对现场画面的介绍。 中国之声2020-2022年的春晚转播以《中国声音中国年（夜间版）》的名义播出。从2023年起，中国之声开始完整转播春晚。2024年开始，中国之声主持人会针对电台听众补充对现场画面的介绍。 |
| 每年农历除夕夜 | 20:00                                                                                    | 中央广播电视总台央广台海之声                                                               | 中国大陆                                                               | 同步音频直播。中国交通广播（文艺之声、音乐之声、经典音乐广播）主持会针对视障听众补充对现场画面的介绍。 中国之声2020-2022年的春晚转播以《中国声音中国年（夜间版）》的名义播出。从2023年起，中国之声开始完整转播春晚。2024年开始，中国之声主持人会针对电台听众补充对现场画面的介绍。 |
| 每年农历除夕夜 | 20:00                                                                                    | 中央广播电视总台国广南海之声                                                               | 中国大陆                                                               | 同步音频直播。中国交通广播（文艺之声、音乐之声、经典音乐广播）主持会针对视障听众补充对现场画面的介绍。 中国之声2020-2022年的春晚转播以《中国声音中国年（夜间版）》的名义播出。从2023年起，中国之声开始完整转播春晚。2024年开始，中国之声主持人会针对电台听众补充对现场画面的介绍。 |
| 每年农历除夕夜 | 20:00                                                                                    | 中央广播电视总台国广华语环球广播                                                           | 中国大陆                                                               | 同步音频直播。中国交通广播（文艺之声、音乐之声、经典音乐广播）主持会针对视障听众补充对现场画面的介绍。 中国之声2020-2022年的春晚转播以《中国声音中国年（夜间版）》的名义播出。从2023年起，中国之声开始完整转播春晚。2024年开始，中国之声主持人会针对电台听众补充对现场画面的介绍。 |
| 每年农历除夕夜 | 20:00                                                                                    | 中国中央电视台新闻频道（CCTV-13）                                                          | 中国大陆                                                               | 择时插播。央视新闻頻道会在同一时间播出的《一年又一年》节目中，边转播春晚、边对即将上场或表演完毕的演员进行访谈。除夕过后，上述转播频道还会在大年初一至正月十五不定期安排全程或部分重播，财经频道亦会参与重播编排。2014年前，央视五大外语频道（现中国环球电视网外语频道）并非和综合频道同步直播春晚，而是并机播出提前录好的春晚彩排备播带（2009年刘谦魔术就出现了备播带和现场直播两个版本）。从2014年开始央视五大外语频道取消播出春晚，但英语新闻频道同新闻频道那样亦以特别节目方式边转播春晚和春晚实况等进行访谈（一直到2017年改为中国环球电视网英语新闻频道后不再播出春晚报道）。中国之声主持。 |
| 每年农历除夕夜 | 20:00                                                                                    | 全国各地大部分卫星电视频道 地面无线电视频道 公交车移动电视频道                             | 全程转播。有关各卫视、地面频道和广播频道转播情况，详见地方台转播情况。 | 择时插播。央视新闻頻道会在同一时间播出的《一年又一年》节目中，边转播春晚、边对即将上场或表演完毕的演员进行访谈。除夕过后，上述转播频道还会在大年初一至正月十五不定期安排全程或部分重播，财经频道亦会参与重播编排。2014年前，央视五大外语频道（现中国环球电视网外语频道）并非和综合频道同步直播春晚，而是并机播出提前录好的春晚彩排备播带（2009年刘谦魔术就出现了备播带和现场直播两个版本）。从2014年开始央视五大外语频道取消播出春晚，但英语新闻频道同新闻频道那样亦以特别节目方式边转播春晚和春晚实况等进行访谈（一直到2017年改为中国环球电视网英语新闻频道后不再播出春晚报道）。中国之声主持。 |
| 每年农历除夕夜 | 20:00                                                                                    | YouTube（中国大陆除外） 爱奇艺（含台湾站） 腾讯视频 优酷 快手 新浪微博 网易视频 bilibili   | 中国大陆 · 臺灣                                                        | 网络直播。台湾观众通过爱奇艺即可与中国大陆观众同步观看。此外，芒果TV由于未获得央视春晚的网络转播权，故从2016年起每逢除夕，在春晚期间会切断湖南广播电视台地面频道的（未参与转播春晚的频道除外）网络直播信号。 |
| 每年农历除夕夜 | 20:00                                                                                    | 央视频 央视新闻新媒体 央视网 央广网 国际在线 中国环球电视网各语言频道                      | 中国大陆                                                               | 网络直播。 |
| 每年农历除夕夜 | 20:00                                                                                    | CCTV大富                                                                                   | 日本                                                                   | 转播央视公共信号画面，针对主播场白进行日语同声传译。 |
| 每年农历除夕夜 | 20:00                                                                                    | Niconico動畫                                                                               | 日本                                                                   | 网台联播。日文字幕同步显示。 |
| 每年农历除夕夜 | 20:00                                                                                    | 澳門綜藝頻道                                                                               | 澳門                                                                   | 此前由澳視澳門台转播，并转播中央电视台高清综合频道港澳版画面。 2016年起改转播中央电视台中文国际频道高清亚洲版画面。 2018年起改在澳視高清台转播。 |
| 每年农历除夕夜 | 20:00                                                                                    | 凤凰卫视美洲台                                                                             | 美国                                                                   | 转播中央电视台中文国际频道高清美洲版画面。配合同步直播凤凰正点播报，通常会切断后期播出的部分节目内容，由当地机构代播。 |
| 每年农历除夕夜 | 23:00-完毕                                                                               | 八度空间                                                                                   | 马来西亚                                                               | 转播中央电视台中文国际频道高清亚洲版画面。中国同步播出（含次日重播，录制画面同上）。 |
| 农历初一起（重播）（每年情况不同，一般到农历初十左右）                                                                                                   | 07:00-18:00（此时间段内不同频道安排不同）                                                | 中国中央电视台综合频道（CCTV-1）                                                           | 中国大陆                                                               | 重播中央广播电视总台春节联欢晚会内容，语言类节目部分添加字幕。部分频道特定时间段仅播出语言类节目集锦。 |
| 农历初一起（重播）（每年情况不同，一般到农历初十左右）                                                                                                   | 07:00-18:00（此时间段内不同频道安排不同）                                                | 中国中央电视台财经频道（CCTV-2）                                                           | 中国大陆                                                               | 重播中央广播电视总台春节联欢晚会内容，语言类节目部分添加字幕。部分频道特定时间段仅播出语言类节目集锦。 |
| 农历初一起（重播）（每年情况不同，一般到农历初十左右）                                                                                                   | 07:00-18:00（此时间段内不同频道安排不同）                                                | 中国中央电视台综艺频道（CCTV-3）                                                           | 中国大陆                                                               | 重播中央广播电视总台春节联欢晚会内容，语言类节目部分添加字幕。部分频道特定时间段仅播出语言类节目集锦。 |
| 农历初一起（重播）（每年情况不同，一般到农历初十左右）                                                                                                   | 07:00-18:00（此时间段内不同频道安排不同）                                                | 中国中央电视台中文国际频道（CCTV-4）                                                       | 中国大陆                                                               | 重播中央广播电视总台春节联欢晚会内容，语言类节目部分添加字幕。部分频道特定时间段仅播出语言类节目集锦。 |
| 逢年农历初二（重播）（2013-2017年、2019年、2022年、2025年） 逢年农历初三（重播）（2018年、2020年、2021年、2023年-2024年） 逢年农历初四（重播）（2021年） | 下午13:00-18:30 （2024年-現在：13:30-18:30） 凌晨01:30-06:00 （2023年：凌晨01:10-06:00） | 新传媒8频道                                                                                | 新加坡                                                                 | 录制中国中央电视台中文国际频道高清亚洲版画面。 |

注：除央视第一、三、四套节目外，以上列表为逢年通常参与转播或重播的平台，但可能并非每年均有参与转播或重播，或重播安排时间可能有变化；而非固定的转播或重播平台、重播时间的，参见各届春晚条目。

### 地方转播情况
中国内地的大部分省级卫星频道和地方电视台主频道在当晚同步转播央视春节联欢晚会，部分地方电台频率也会同步转播央视春晚的电视伴音。在港澳地区，由已落地的综合频道港澳版（由香港亚洲电视/港台电视33、澳广视以免费电视频道形式转播）负责转播，澳广视由2013年起获安排在旗下频道（澳视澳门台，后改为澳视高清台/澳门综艺频道）同步转播，香港无线电视、奇妙电视则从2021年起获安排在旗下频道（现时一般为TVB Plus、香港国际财经台）同步或延时转播。
由于《春节联欢晚会》属于央视自有版权节目，因此春晚亦不存在地方台强制同步转播的现象，并非所有电视台都会完整转播央视春晚，地方台也须向央视签订书面授权方可转播晚会。自2014年巴西世界杯开始，央视就加强了自有版权节目的保护，其中要求地方台授权转播春晚时不得以任何形式遮盖央视台标。由于近年来央视春晚的网络传播权采取授权形式（未获得授权的不得播出），因此通过网络直播的大部分地方电视台卫星频道和地面主频道在转播春晚时，如使用对应官方客户端观看的，则会以宣传片屏蔽，回看同理。
此外，过去《春节联欢晚会》直播结束后，会有各地卫视或地面频道录制该节目在春节期间安排重播，以及会在相声小品等专题节目引用央视春晚的画面。从2015年开始，央视自有版权保护的协议条件当中，亦同样要求地方台转播春晚时不得在中途插播节目和广告，以及不得拆分作为节目素材供自己使用和给第三方使用。而在2017年，因北京卫视为省级电视台享有政策照顾兼广电总局要求无偿传送的卫视频道，故北京卫视在除夕凌晨转播完春晚后，获央视授权安排重播，且录制央视综合频道高清版节目带，2021年起取消该安排。

### 海外传播情况
从1993年中央电视台春节联欢晚会起，中央电视台通过卫星同步向海外直播。2015年2月初，在中央电视台举行的春节联欢晚会海外推介会上，中央电视台首次宣布启动在国际网络的对外直播。2015年2月12日，2015年中央电视台春晚宣传片首次亮相美国纽约时代广场。2015年2月18日晚（即从2015年起逢除夕夜），中央电视台在国际主流社交网络平台Twitter（@CCTV_America），Google+（CCTV News）及视频分享网站YouTube上同步直播了2015年中国中央电视台春节联欢晚会，并随即引发舆论的关注与热议。

### 广告及整点报时
在春晚播出前，中国中央电视台综合频道（内地版）、综艺频道、国防军事频道、农业农村频道和中文国际频道（仅限亚洲版）通常会从19时50分左右（即春晚贴片广告时段）开始并机（含20时整点报时），一直到春晚结束后的广告时段为止。而央视综合频道（港澳版）则在春晚开始之前播放纪录片（节选）及CCTV-1频道呼号（2019年、2021年）或中国梦主题歌曲展播MV（2020年），不播出20时整点报时。少儿频道则一直到春晚开始时切入节目画面，且在春晚结束后休台。

## 政治意義
春晚具有明顯的政治性質，雖然表面上是慶祝活動，而不是傳播政治議程，但無可避免地帶有政治色彩。如1990年中國國家領導人江澤民和李鵬就出現在節目中，並發表講話表達了對未來良好的祝愿，這個時長六分鐘的現場直播片段是國家領導人在其歷史上參與該節目的唯一例子。隨著觀眾的增長，該節目成為具有國家意義的儀式化事件，帶有濃厚政治色彩的節目開始出現，國家對其製作的參與度也越來越高。通常春晚的某些部分會專門用來慶祝前一年的國家的成就和對來年重大事件的預演。具官方媒體報導，宣部和國家廣播電影電視總局的主要官員也會在晚會彩排期間到場監督製作。大公報在評論春晚這些年的政治演變時說，春晚已經從“年終茶話會”演變成“帶有政治宣傳的大會”。人民解放軍每年都會出現在該節目的節目中，通常以歌曲的形式出現，但有時也會出現以軍事為主題的小品喜劇。 許多晚會的知名歌手都有解放軍文工團背景，包括阎维文、宋祖英、董文華和彭麗媛。

## 评价

### 正面评价
中国传媒大学新媒体研究院院长赵子忠评价称，中国的春晚，是全球当代文化中的精品。他在评论中表示“试想如果我们的春晚能坚持100年，点点滴滴记载着中华民族的前行脚步，该是世界东方多么宝贵的文化瑰宝。”
作家冯骥才曾表示，“每年大家都给春晚挑毛病，但如果哪一天春晚不办了，大家一定会感到失落。”“除夕夜看春晚已成为中国人的新年俗。”

### 负面评价
自从1983年央视首次播出春节联欢晚会以来，有关春晚的争议与批评之声就不绝于耳。由于春晚是中国大陆最具影响力的电视节目之一，在全球海外华人也有一定的知名度，故与春晚有关，或者在春晚舞台上出现的各种争议性事件，备受社会的高度瞩目。这些争议与批评涉及方方面面，包括了意识形态与政治色彩、对外交往、节目编排与调动、节目类型多样性、商业与广告化、地域与种族歧视、社会地位歧视、动物保护主义、假唱风波、抄袭、社会道德、科学伦理等多个热点话题，涵盖了语言类节目（小品、相声）、歌曲与舞蹈、魔术等多种艺术形式。

## 收视率
央视春晚至创办以来一直是中国年度关注度最高、收看人数最多的晚会节目。根据CSM及央视公布的的春晚收视数据，21世纪以来春晚收视最高的一届为2010年虎年春晚的38.26%（全国并机直播频道收视总和）。但是春晚的收视率一直呈现“北热南冷”的态势，以2008年央视春晚为例，根据AGB尼尔森媒介研究的数据显示，相比较北方市场而言，南方地区观众则并不热衷春晚节目。
| 年份 | 电视收视率（含转播） | 跨屏收视率 | 观众规模 | 最高收视节目                                                       |
| ---- | -------------------- | ---------- | -------- | ------------------------------------------------------------------ |
| 2001 | 33.2%                |            |          |                                                                    |
| 2002 | 35.1%                |            |          |                                                                    |
| 2003 | 33.8%                |            |          |                                                                    |
| 2004 | 36.4%                |            |          |                                                                    |
| 2005 | 37.6%                |            |          |                                                                    |
| 2006 | 31.7%                |            |          |                                                                    |
| 2007 | 31.4%                |            |          |                                                                    |
| 2008 | 32.4%                |            |          |                                                                    |
| 2009 | 34.82%               |            |          | 歌曲《本草纲目》表演者：周杰伦、宋祖英（38%）                      |
| 2010 | 38.26%               |            |          |                                                                    |
| 2011 | 31.04%               |            |          |                                                                    |
| 2012 | 32.75%               |            | 7.7亿    |                                                                    |
| 2013 | 31.17%               |            | 7.5亿    | 魔术《魔琴》表演者：刘谦、李云迪                                   |
| 2014 | 30.98%               |            | 7.04亿   | 歌曲《情非得已》表演者：庾澄庆、李敏镐                             |
| 2015 | 28.37%               | 29.6%      | 6.9亿    | 小品《车站奇遇》表演者：蔡明、潘长江等                             |
| 2016 |                      | 30.98%     | 10.33亿  | 小品《将军与士兵》表演者：侯勇、句号、于恒（35.62%）               |
| 2017 | 30.88%               | 31.46%     | 10.8亿   | 歌曲《满城烟花》表演者：张杰、毛阿敏（36.69%）                     |
| 2018 |                      |            | 11.31亿  | 魔术与歌曲《告白气球》表演者：周杰伦、蔡威泽、刘楚恬（32.5%）      |
| 2019 | 27.33%               | 30.07%     | 11.73亿  | 歌曲《我们都是追梦人》表演者：秦岚、景甜、江疏影、TFBOYS（39.43%） |
| 2020 |                      |            | 12.32亿  |                                                                    |
| 2021 |                      |            | 11.4亿   |                                                                    |
| 2022 | 22.01%               |            | 12.96亿  |                                                                    |
| 2023 | 20.61%               |            |          |                                                                    |
| 2024 | 29.5%                |            | 11.7亿   |                                                                    |

数据来源：2001-2008年数据采用CSM《CCTV春晚收视14年》，2009年以后采用每年央视公开数据。

## 我最喜爱的春晚节目评选
从1990年央视春晚开始，中央电视台主办的《中国电视报》组织评选“我最喜爱的中央电视台春节联欢晚会节目”，1992年起举行颁奖晚会，2001年起颁奖晚会与元宵晚会合并举办，2012年后取消评选。
| 年份 | 赞助商         | 小品类一等奖                                                  | 歌舞类一等奖 | 曲艺类一等奖                                                          | 戏曲及其它类一等奖                                                    |
| ---- | -------------- | ------------------------------------------------------------- | --- | --------------------------------------------------------------------- | --------------------------------------------------------------------- |
| 1990 | 双星杯         | 《相亲》赵本山、黄晓娟 《主角与配角》陈佩斯、朱时茂（前两名） | | 《无所适从》牛群、冯巩                                                |                                                                       |
| 1991 | 活力28杯       | 《小九老乐》赵本山、杨蕾                                      | 《我想有个家》潘美辰 | 《亚运之最》牛群、冯巩                                                | 《少儿戏曲联唱》 南京小红花艺术团演员等                               |
| 1992 | 春兰杯         | 《我想有个家》赵本山、黄晓娟                                  | 《心中常驻芳华》毛阿敏、刘德华、张雨生                                                                                         | 《办晚会》牛群、冯巩                                                  | 《办晚会》牛群、冯巩                                                  |
| 1993 | 春兰杯         | 《张三其人》严顺开、赵玲琪、杨新鸣、徐小帆、鞠波              | 《两棵树》杨丽萍、陆亚 | 《拍卖》牛群、冯巩                                                    | 《拍卖》牛群、冯巩                                                    |
| 1994 | 春兰杯         | 《打扑克》黄宏、侯跃文                                        | 《狗娃闹春》山东郓城宋江武术学校                                                                                               | 《呼啦圈表演》欧阳贝妮                                                | 《呼啦圈表演》欧阳贝妮                                                |
| 1995 | 春兰杯         | 《如此包装》赵丽蓉、巩汉林、孟薇等                            | 歌组合：《小桃红》白雪、《同桌的你》老狼、《天不下雨天不刮风天上有太阳》于文华、尹相杰、《牵挂你的人是我》高林生、《笑脸》谢东 | 《最差先生》牛群、冯巩                                                | 《最差先生》牛群、冯巩                                                |
| 1996 | 春兰杯         | 《打工奇遇》赵丽蓉、巩汉林、金珠                              | 《95流行风》蔡国庆、孙悦、黄格选、高松、伊扬、安伟、韩特、俞静、谢若琳、钟梅、季红、杨洋、王智慧、高枫、刘小娜                 | 《明天会更好》牛群、冯巩                                              | 《明天会更好》牛群、冯巩                                              |
| 1997 | 春兰杯         | 《鞋钉》黄宏、巩汉林                                          | 《春天的故事》董文华 《天长地久》王刚、尹相杰、孙悦、王静、佟铁鑫、袁莉、王新军                                                | 《两个人的世界》牛群、冯巩                                            | 《两个人的世界》牛群、冯巩                                            |
| 1998 | 伊利杯         | 《王爷邮差》陈佩斯、朱时茂                                    | 《大中国》毛宁、刘德华、张信哲                                                                                                 | 《功夫令》赵丽蓉、巩汉林                                              | 《功夫令》赵丽蓉、巩汉林                                              |
| 1999 | 非常可乐杯     | 《昨天今天明天》赵本山、宋丹丹、崔永元                        | 《常回家看看》陈红、蔡国庆、张迈、江涛                                                                                         | 《瞧这俩爹》牛群、冯巩                                                | 《瞧这俩爹》牛群、冯巩                                                |
| 2000 | 非常可乐杯     | 《钟点工》赵本山、宋丹丹                                      | 《军中姐妹》张薇薇、张莉莉 | 《旧曲新歌》冯巩、郭冬临                                              | 《旧曲新歌》冯巩、郭冬临                                              |
| 2001 | 非常可乐杯     | 《卖拐》赵本山、高秀敏、范伟                                  | 《越来越好》宋祖英 | 《得寸进尺》冯巩、郭冬临、郭月                                        | 《得寸进尺》冯巩、郭冬临、郭月                                        |
| 2002 | 森达杯         | 《卖车》赵本山、高秀敏、范伟                                  | 《连队里过大年》王宏伟 | 《力量》章功力、姚登波                                                | 《力量》章功力、姚登波                                                |
| 2003 | 健力宝杯       | 《心病》赵本山、高秀敏、范伟                                  | 《让爱住我家》赵明、麦玮婷、赵丝弦、赵鼓瑟                                                                                     | 《马路情歌》冯巩、周涛                                                | 《马路情歌》冯巩、周涛                                                |
| 2004 | 珍奥核酸杯     | 《送水工》赵本山、高秀敏、范伟                                | 《望月》宋祖英 | 《让一让，生活真美好》冯巩、刘金山、李志强、周涛、朱军 《软钢丝》张帆 | 《让一让，生活真美好》冯巩、刘金山、李志强、周涛、朱军 《软钢丝》张帆 |
| 2005 | 绿鸟鸡杯       | 《功夫》赵本山、范伟、蔡维利、王小虎                          | 《千手观音》中国残疾人艺术团                                                                                                   | 《笑谈人生》冯巩、朱军                                                | 《笑谈人生》冯巩、朱军                                                |
| 2006 | 民生21金维他杯 | 《说事儿》赵本山、宋丹丹、崔永元                              | 《俏夕阳》唐山市社区表演队 | 《跟着媳妇当保姆》冯巩、朱军、牛莉                                    | 《跟着媳妇当保姆》冯巩、朱军、牛莉                                    |
| 2007 | 汇源果汁杯     | 《策划》赵本山、宋丹丹、牛群                                  | 《小城雨巷》南京军区前线文工团                                                                                                 | 《俏花旦》中国杂技团                                                  | 《俏花旦》中国杂技团                                                  |
| 2008 | 中国人寿杯     | 《火炬手》赵本山、宋丹丹、刘流                                | 《飞天》广州军区政治部战士文工团                                                                                               | 《公交协奏曲》冯巩、阎学晶、王宝强                                    | 《公交协奏曲》冯巩、阎学晶、王宝强                                    |
| 2009 | 郎酒·红花郎杯  | 《不差钱》赵本山、毕福剑、小沈阳、毛毛                        | 《蝶恋花》孙锐 | 《魔手神彩》刘谦                                                      | 《魔手神彩》刘谦                                                      |
| 2010 | 郎酒·红花郎杯  | 《捐助》赵本山、小沈阳、王小利、孙立荣、于洋                  | 《再聚首》吴奇隆、苏有朋、陈志朋                                                                                               | 《千变万化》刘谦、董卿                                                | 《千变万化》刘谦、董卿                                                |
| 2011 | 郎酒·红花郎杯  | 《同桌的你》赵本山、小沈阳、王小利、李琳                      | 《天蓝蓝》宋祖英 | 《还钱》冯巩、牛莉、宋佳、刘金山                                      | 《年年有“鱼”》傅琰东、董卿                                            |

## 相关节目
为了满足广大戏曲爱好者的需要，1991年起，中央电视台在原春节联欢晚会基础上开办春节戏曲晚会，安排于除夕夜当晚21:00在综艺频道播出，戏曲频道开播后，亦会与综艺频道同步播出，2011年起综艺频道不再播出。针对春节联欢晚会歌舞类节目偏少的问题，1994年，中央电视台推出春节音乐·歌舞晚会，后定名为春节歌舞晚会于除夕夜当晚20:30在央视二套播出，在除夕夜曾经一度出现央视“三台春晚同台竞技”的现象，与传统的春节联欢晚会不同的是，后两台晚会是录播形式，且筹备期及晚会时长较春节联欢晚会短。自从2010年春节歌舞晚会停办、春节戏曲晚会其后调整至大年初一播出，春节联欢晚会成为今后央视唯一在除夕夜播出的大型晚会。
自2001年起，中央電視台元宵晚會與“我最喜愛的春節聯歡晚會節目評選頒獎晚會”合併舉辦后，當年的春晚劇組開始同時承擔元宵晚會的籌備工作，並在每年大年十三前後完成錄製。由於跟春晚共享同一製作班底，元宵晚會也被稱為央視春晚的“姊妹晚會”。按照歷年慣例，由於超時等各種原因未能在當年春晚登場的部分節目，會在其後的元宵晚會中亮相。
1990年开播的《综艺大观》是一个标本式的电视文艺晚会栏目，延续了春晚的主要风格，可以看作是日常版、微缩版的《春节联欢晚会》。自开播以来，培养了倪萍、周涛、曹颖、董卿等一大批出类拔萃的春晚主持人。节目内容编排与春晚一样一直是五花八门，歌舞、小品、相声、魔术、杂技，一应俱全，俨然采用的是“小型春节晚会”你表演我观看的艺术传播形式。有观点认为“春晚其实就是综艺大观推出的一个子节目，如今综艺大观已停播但是春晚到现在还是可以播出并且经久不衰”。
2005年起，中央电视台综艺节目《星光大道》获胜的选手可直接获得次年春晚的演出机会。2010年9月起，综艺频道开办《我要上春晚》节目，节目优胜者将获得春晚参演资格。

## 註释
1. ↑  北京中央广播电视总台总部大楼一号演播大厅于1998年启用。1985年春晚会场为北京工人体育馆，2015年春晚春晚至今则在北京中央广播电视总台总部大楼一号演播大厅、北京中央广播电视总台总部大楼二号演播大厅同时进行。
2. ↑  中文国际频道亚洲版则会和综合频道并机春晚前后的商业广告，但因境外各国相关广播电视广告规定，会额外定制标准过滤化版本上链输送当地国家的有线卫星电视里头，其定制的中文国际频道亚洲版信号无商业广告，即和中文国际频道欧洲版及美洲版并机公益广告

1. ↑  视节目需要穿插使用东北话、北京话、天津话、河南话、山西话、山东话、陕西话、四川话、台湾国语、廣東話等地方方言及口音
2. ↑  與小红书合作，联合打造一场陪伴式直播节目《大家的春晚》，獨家帶觀眾探班春晚後台，實時全景式探訪春晚台前幕後，一手了解春晚節目組的精彩花絮。
3. ↑  2015年8月31日央视所有免费频道的标清版实现16:9制式播出后，2016年的春晚则开始以16:9全屏形式播出。中央电视台新闻频道因为在旧址演播厅直播《一年又一年》是4:3模式直播，在边转播春晚的时候画面切边，造成角标和镜头不完整，但在2017年的春晚，央视新闻频道在21:30重播完《新闻联播》后的《一年又一年》转播画面由切边调回了信箱。
4. ↑  2023年起开始参与春晚转播
5. ↑  仅2022年转播，此后均未参与春晚转播。
6. ↑  实际上在2014年的春晚，江苏、河南、重庆三大卫视就突然毫无征兆的在转播期间移动台标到右上方，当时各大卫视和地方频道却毫无意识，而从2015年开始，各卫视和地面频道逐步跟进，台标不是移动到右上方就是移动到中央电视台台标右侧。但并非所有的电视台转播春晚期间会挪动或去掉台标，例如2015年春晚，江西卫视、兵团卫视转播一个半小时后恢复台标显示，但个别地方卫视和地面频道转播为避免麻烦而不了了之，转播期间照常显示台标覆盖央视综合频道台标。当然，转播春晚的频道亦并非完整转播。有时平常不转播春晚的频道也会就部分内容进行插播，例如2016年春晚，陕西卫视只转播陕西分会场表演时段。而部分已计划转播春晚的频道或频率有时亦有特殊安排，比如有的已计划转播春晚的频道当中，除夕当天直接从19时《新闻联播》开始转播央视综合频道内容（包括《新闻联播天气预报》及广告）直至春晚结束。使用这一转播方式的电视台包括北京卫视、四川卫视、东南卫视等。
7. ↑  当年曾一度由原来的军事·农业频道与戏曲频道同步播出，但在2012年起改为戏曲频道独播。

## 外部連結
- 中央广播电视总台春节联欢晚会官方网站 （页面存档备份，存于）
- 春晚的新浪微博
- YouTube上的CCTV春晚頻道